# Tratado Interamericano de Asistencia Recíproca
El Tratado Interamericano de Asistencia Recíproca (TIAR), también llamado Tratado de Río, es un acuerdo netamente defensivo, es decir, un pacto de defensa mutua interamericano firmado el 2 de septiembre de 1947 en Río de Janeiro. El área geográfica de acción del tratado, comprende al continente americano y hasta 300 millas marinas de la costa, incluyendo la región entre Alaska, Groenlandia, en el norte, y en la zona ártica hasta las islas Aleutianas. En el sur las regiones antárticas, y los islotes de San Pedro y San Pablo y la isla Trinidad (detallado en artículo 4 del Tratado).
Según el artículo 3.1 en caso de «(…) un ataque armado por cualquier Estado contra un País Americano, será considerado como un ataque contra todos los Países Americanos, y en consecuencia, cada una de las Partes Contratantes se compromete a ayudar a hacer frente al ataque en ejercicio del derecho inmanente de legítima defensa individual o colectiva que reconoce el Artículo 51 de la Carta de las Naciones Unidas».
Se trata del primer tratado de su especie después de la Segunda Guerra Mundial. La firma del Tratado del Atlántico Norte corresponde a 1949. No todos los Estados miembros de la Organización de los Estados Americanos lo han firmado. 
El Consejo Permanente de la Organización de los Estados Americanos actúa provisionalmente como organismo. Es el mecanismo de consulta, pero solo participan en la votación las partes contratantes del TIAR. El Consejo es el encargado de evaluar si existen las condiciones para convocar una reunión de consulta de los integrantes del TIAR o la aplicación de las medidas correspondientes.
Durante la guerra de las Malvinas, el TIAR fue invocado y promulgado a favor de la Argentina pero no se pudo aplicar porque este país fue considerado agresor por los Estados Unidos, que apoyó al Reino Unido en el marco de la OTAN. Sin embargo, han existido otros múltiples casos donde no se ha respetado el tratado.

## Historia
El TIAR ha sido invocado al menos 20 veces durante los años 1950 y 1960. Particularmente durante el bloqueo a Cuba en 1962 y la guerra entre Honduras y El Salvador en 1969. Sin embargo nunca fue puesto en acción debido a amenazas de la Guerra Fría. 

### Invasión cubana de República Dominicana
El 14 de junio de 1959 el Gobierno de Fidel Castro patrocino un intento de invasión a República Dominicana desde Maimón y Estero Hondo en un intento de crear una guerrilla contra Rafael Leónidas Trujillo liderada por Jiménez Moya quién moriria en la expedición, la mayoría de los expedicionarios eran dominicanos pero también habían venezolanos y cubanos como Delio Gómez Ochoa. La acción fue un rotundo fracaso. Tras esto Trujillo anuncio sus intenciones de activar el tratado, en respuesta el gobierno venezolano de Rómulo Betancourt amenazó con abandonar la Organización de los Estados Americanos si la propuesta salia adelante. Finalmente no sucedió.

### Guerra de las Malvinas
El 2 de abril de 1982, la Argentina invadió las islas Malvinas y Georgias del Sur, desalojando las autoridades británicas. El Reino Unido respondió enviando una flota expedicionaria para restituir al gobierno en los archipiélagos. Los archipiélagos objetos de la disputa formaban parte del área de jurisdicción del TIAR.
Durante los movimientos previos al desembarco en Stanley, el presidente de los Estados Unidos, Ronald Reagan, solicitó infructuosamente al dictador argentino, Leopoldo Fortunato Galtieri, detener la operación. Tras la ocupación de los archipiélagos, el gobierno estadounidense envió a su secretario de Estado, Alexander Haig, para iniciar una gestión intermediaria entre los sendos países enfrentados.
El mismo día del desembarco, el Consejo de Seguridad de las Naciones Unidas aprobó la Resolución 502. La misma pedía, entre otras cosas, el cese inmediato de las hostilidades y la retirada de las fuerzas argentinas de la zona de las Malvinas.
En su primera reunión con Nicanor Costa Méndez, ministro de Relaciones Exteriores argentino, Haig le pidió no llamar al TIAR y le dijo que Estados Unidos creía en detener la flota británica y retirar las tropas argentinas de las islas para dar paso a una administración transitoria.
El 28 de abril, el órgano del TIAR aprobó, con 17 votos a favor y cuatro abstenciones —Chile, Colombia, Estados Unidos y Trinidad y Tobago—, una resolución de nueve puntos que llamaba al Reino Unido a cesar «las hostilidades»  [sic] y advertía a la Argentina de no hacer ninguna acción que pudiera empeorar la situación. La misma resolución reconocía la soberanía de la Argentina en las islas. Dos días después, Haig informó el fin de su misión al tiempo que Reagan calificó a Argentina de «agresor». Estados Unidos también anunció la suspensión de ayuda militar al país sudamericano y la disposición a satisfacer los requerimientos militares de Gran Bretaña.
Similar fue la posición estadounidense a la de Chile y Colombia, que también aducían que el TIAR es un acuerdo netamente defensivo acorde el artículo 3.1. Esto no significó el retiro de Estados Unidos del TIAR al no haber un comunicado oficial ante la OEA de su renuncia como parte (Artículo 25 del TIAR). Fue un no cumplimiento de facto de las obligaciones del tratado.[cita requerida] Sin embargo, la condición del TIAR como instrumento de defensa multilateral del continente americano quedó seriamente deslegitimada.

### Fin de la Guerra Fría
La última invocación del TIAR fue realizada por los Estados Unidos después de los atentados del 11 de septiembre de 2001, con la mira de tener aliados americanos en la ofensiva que preparaba contra Irak. El presidente George W. Bush solicitó a Vicente Fox que México participara en los preparativos, pero este se negó a hacerlo y, para evitar caer en algún incumplimiento con respecto al TIAR, declaró que este era un mecanismo «obsoleto» de la época de la Guerra Fría, formalizando la salida de México en 2002.
El 5 de junio de 2012 los presidentes del ALBA anunciaron el retiro en bloque del tratado.

### Crisis de Venezuela
En 2017, Delcy Rodríguez, ministra de Relaciones Exteriores de Venezuela, anunció el retiro de su país de la OEA por sus «acciones intrusivas contra la soberanía». Durante la crisis presidencial de 2019, la Asamblea Nacional de Venezuela consideró irregulares las elecciones del año anterior y declaró a Nicolás Maduro usurpador del cargo de la Presidencia. Juan Guaidó, presidente de la Asamblea Nacional, juró como presidente encargado de Venezuela apoyándose en la Constitución. No obstante, el Tribunal Supremo de Justicia y la Fuerza Armada Nacional Bolivariana no reconocen la nueva posición de Guaidó. Por votación en la OEA, la mayoría de los países miembros reconoció a Juan Guaidó como presidente interino de su país y retiró a Asbina Marín Sevilla, representante designada por el Gobierno por Maduro, de sus funciones. El 29 de mayo de 2019, la Asamblea Nacional de Venezuela, aprobó en una primera discusión el retorno del país al TIAR. El 16 de agosto de 2019, Gustavo Marcano, nombrado como representante interino de la administración de Guaidó, informó la incorporación oficial de Venezuela ante la OEA. Posteriormente el gobierno de Guiadó anunciaría la posibilidad de invocar el TIAR para remover militarmente a Maduro del cargo.

## Lista de países firmantes
Lista de países miembros ratificados por la OEA:
- Argentina (1947-presente)
- Bahamas (1982-presente)
- Brasil (1947-presente)
- Chile (1947-presente)
- Colombia (1947-presente)
- Costa Rica (1947-presente)
- Estados Unidos (1947-presente)
- El Salvador (1947-presente)
- Guatemala (1947-presente)
- Haití (1947-presente)
- Honduras (1947-presente)
- Panamá (1947-presente)
- Paraguay (1947-presente)
- Perú (1947–1990, 1991-presente)
- República Dominicana (1947-presente)
- Trinidad y Tobago (1967-presente)
- Uruguay (1947-2019, 2020-presente)[21]
- Venezuela (1947–2013, 2019-presente)[nota 1]

### Lista de países retirados
- Bolivia – (1948-2012)
- Cuba – (1948-2012)
- Ecuador – (1948-2012, ratificado en 2014)
- México – (1948-2002)
- Nicaragua – (1948-2012)